# Kanton Diekirch
Het kanton Diekirch (Luxemburgs: Kanton Dikrech) ligt in het noorden van het Groothertogdom Luxemburg. Het kanton grenst in het noorden aan de kantons Clervaux en Vianden, in het oosten aan Duitsland en kanton Echternach, in het zuiden aan het kanton Mersch en in het westen aan de kantons Redingen en Wiltz.

## Onderverdeling
Het kanton Diekirch bestaat sinds 1 januari 2006 uit 12 gemeentes. Op dat moment verhuisde Bastendorf naar het kanton Vianden en ging het op in de nieuwe gemeente Tandel. De 12 gemeenten zijn:
1. Bettendorf
2. Bourscheid
3. Diekirch
4. Ermsdorf
5. Erpeldange-sur-Sûre
6. Ettelbruck
7. Feulen
8. Hoscheid
9. Medernach
10. Mertzig
11. Reisdorf
12. Schieren

Capellen · Clervaux · Diekirch · Echternach · Esch-sur-Alzette · Grevenmacher · Luxemburg · Mersch · Redange · Remich · Vianden · Wiltz

 Europa · Luxemburg · Kantons · Gemeenten 